# Minotetrastichus loxotoma
Minotetrastichus loxotoma är en stekelart som först beskrevs av Graham 1961.  Minotetrastichus loxotoma ingår i släktet Minotetrastichus och familjen finglanssteklar. Arten är reproducerande i Sverige. Inga underarter finns listade i Catalogue of Life.